# Neoperla obscurofulva
Neoperla obscurofulva är en bäcksländeart som först beskrevs av Wu, C.F. 1962.  Neoperla obscurofulva ingår i släktet Neoperla och familjen jättebäcksländor. Inga underarter finns listade i Catalogue of Life.